# Puerto Galera
Puerto Galera es un municipio de la provincia de Mindoro Oriental en Filipinas. Según el censo del 2000, tiene 21,925 habitantes.

## Barangayes
Puerto Galera se divide administrativamente en 13 barangayes.
- Aninuan
- Baclayan
- Balatero
- Dulangan
- Palangan
- Sabang
- San Antonio
- San Isidro
- Santo Niño
- Sinandigan
- Tabinay
- Villaflor
- Población

## Historia
En 1850 formaban la provincia de Mindoro y contaba con una población de 1.215  almas.
El 13 de junio de 1950, la provincia de Mindoro se divide en dos porciones: Oriental y  Occidental.
La   provincia Oriental comprendía los siguientes once municipios:  Baco, Bongabón, Bulalacao, Calapan, Mansalay, Naujan, Pinamalayan, Pola, Puerto Galera, Roxas, y San Teodoro.

## Patrimonio
Iglesia parroquial católica bajo la advocación de  la Inmaculada Concepción, consagrada en 1947.
Forma parte del Vicariato de la Inmaculada Concepción en  la Vicaría Apostólica de Calapán sufragáneo  de la Arquidiócesis de Lipá.